# Lâu đài ở Radzyń Chełmiński

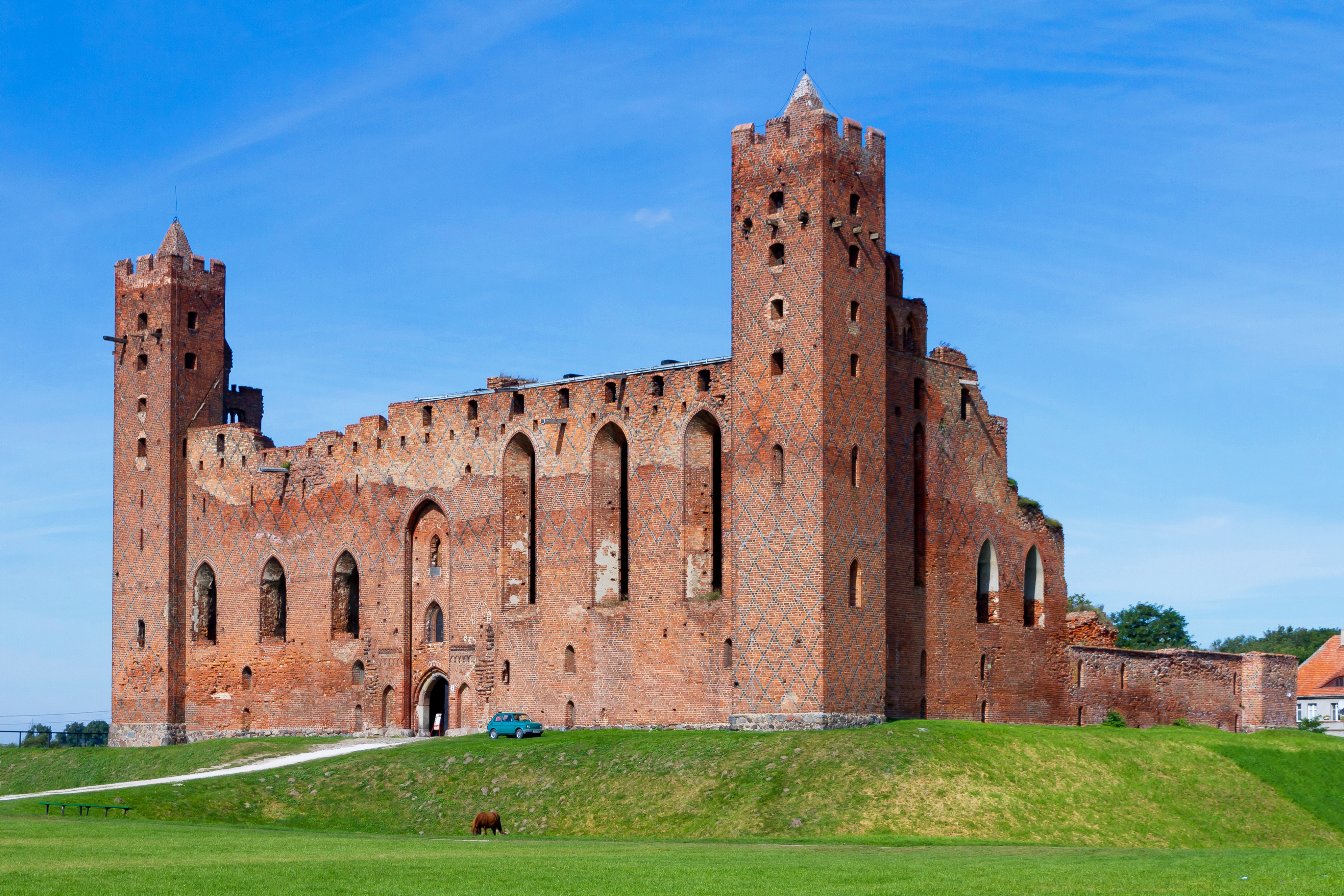
Lâu đài ở Radzyń Chełmiński (2016)

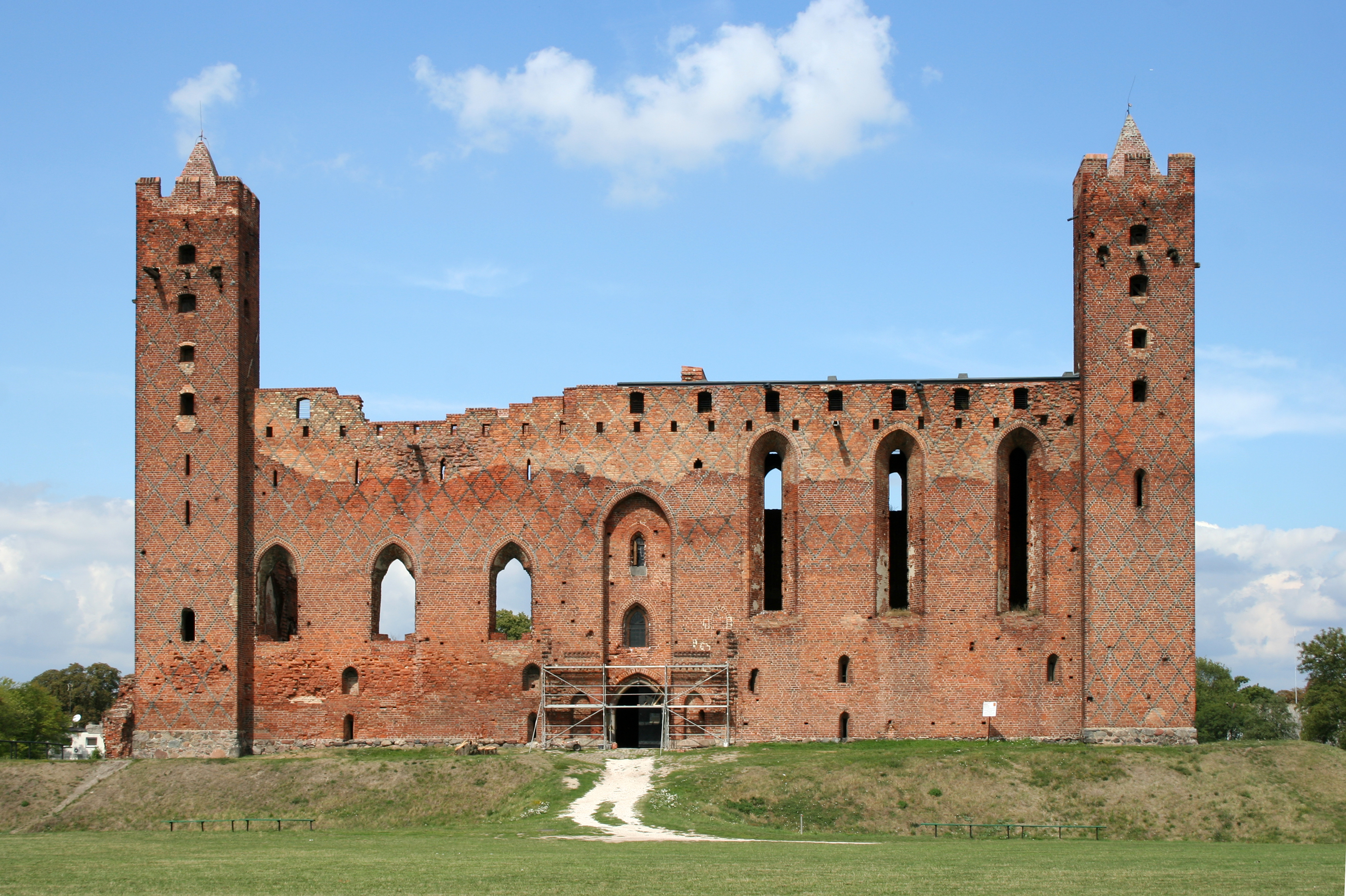
Mặt tiền phía Nam (2014)

Lâu đài ở Radzyń Chełmiński (tiếng Ba Lan: Zamek w Radzyniu Chełmińskim) là một lâu đài lịch sử (hiện nay còn lại tàn tích) có từ thế kỷ 14 ở thị trấn Radzyń Chełmiński, huyện Grudziądzki, tỉnh Kujawsko-Pomorskie, Ba Lan. Tàn tích còn sót lại khá đồ sộ và đặc biệt nổi tiếng với màu đỏ gạch nung nằm trên một đồng cỏ xanh. Công trình kiến trúc này có tên trong danh sách di tích.

## Lịch sử
| Mốc lịch sử                              | Mô tả |
| ---------------------------------------- | --- |
| Năm 1234                                 | Theo sáng kiến của Quốc sư nước Phổ, Hermann von Balk, một công sự bằng gỗ được dựng lên. |
| 1270-1285                                | Cấu trúc công trình được thay thế bằng gạch. |
| 1310-1330                                | Lâu đài với thiết kế hình tứ giác như hiện nay được xây dựng. Vào thời điểm lúc bấy giờ, đây được xem là lâu đài kiên cố nhất ở biên giới phía Nam - vùng Teutonic (Phổ).                                                                                      |
| Chiến tranh Ba Lan-Thụy Điển (1626–1629) | Công trình kiến trúc này bị hư hại nghiêm trọng và sau đó bị bỏ hoang. |
| Thế kỷ 19                                | Lâu đài trải qua nhiều đợt trùng tu, như: việc dỡ bỏ các mảnh vỡ, bảo vệ các mái vòm trong hầm hay xây dựng mái che bằng bê tông cho nhà nguyện. |
| Thế kỷ 20                                | Lâu đài trải qua nhiều đợt trùng tu, như: việc dỡ bỏ các mảnh vỡ, bảo vệ các mái vòm trong hầm hay xây dựng mái che bằng bê tông cho nhà nguyện. |
| Hiện nay                                 | Tàn tích còn sót lại khá đồ sộ và đặc biệt nổi tiếng với màu đỏ gạch nung nằm trên một đồng cỏ xanh. Nơi đây trở thành một địa danh thu hút du khách. Trong tầng hầm còn có các cuộc triển lãm, như mô phỏng các tòa nhà thời Trung cổ và các công cụ tra tấn. |